# Плишти (Алба)
Плишти (рум. Pliști) насеље је у Румунији у округу Алба у општини Гарда де Сус. Oпштина се налази на надморској висини од 898 m.

## Становништво
Према подацима из 2002. године у насељу је живело 18 становника, од којих су сви румунске националности.